# Palais Hartig
Le palais Hartig (ou palais Senftenberg, maison Zemsky ou maison Glauch) est un palais baroque de Prague situé sur la place de Mala Strana, dans le quartier de Malá Strana. Il est protégé comme monument culturel depuis 1964. La façade arrière du palais donne sur la rue Tržiště, accessible depuis la place par le rez-de-chaussée du palais.

## Histoire et description

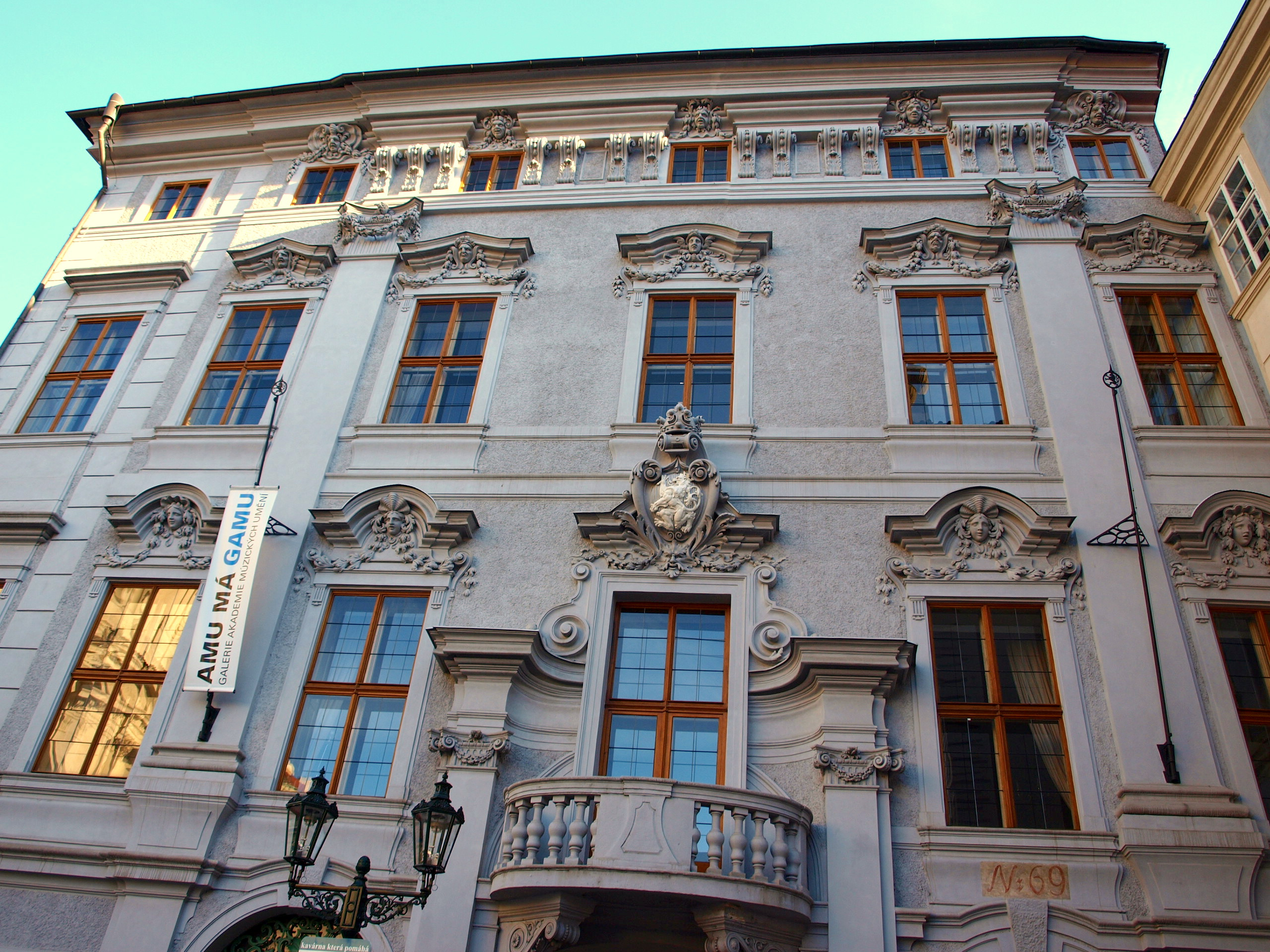
Palais Hartig

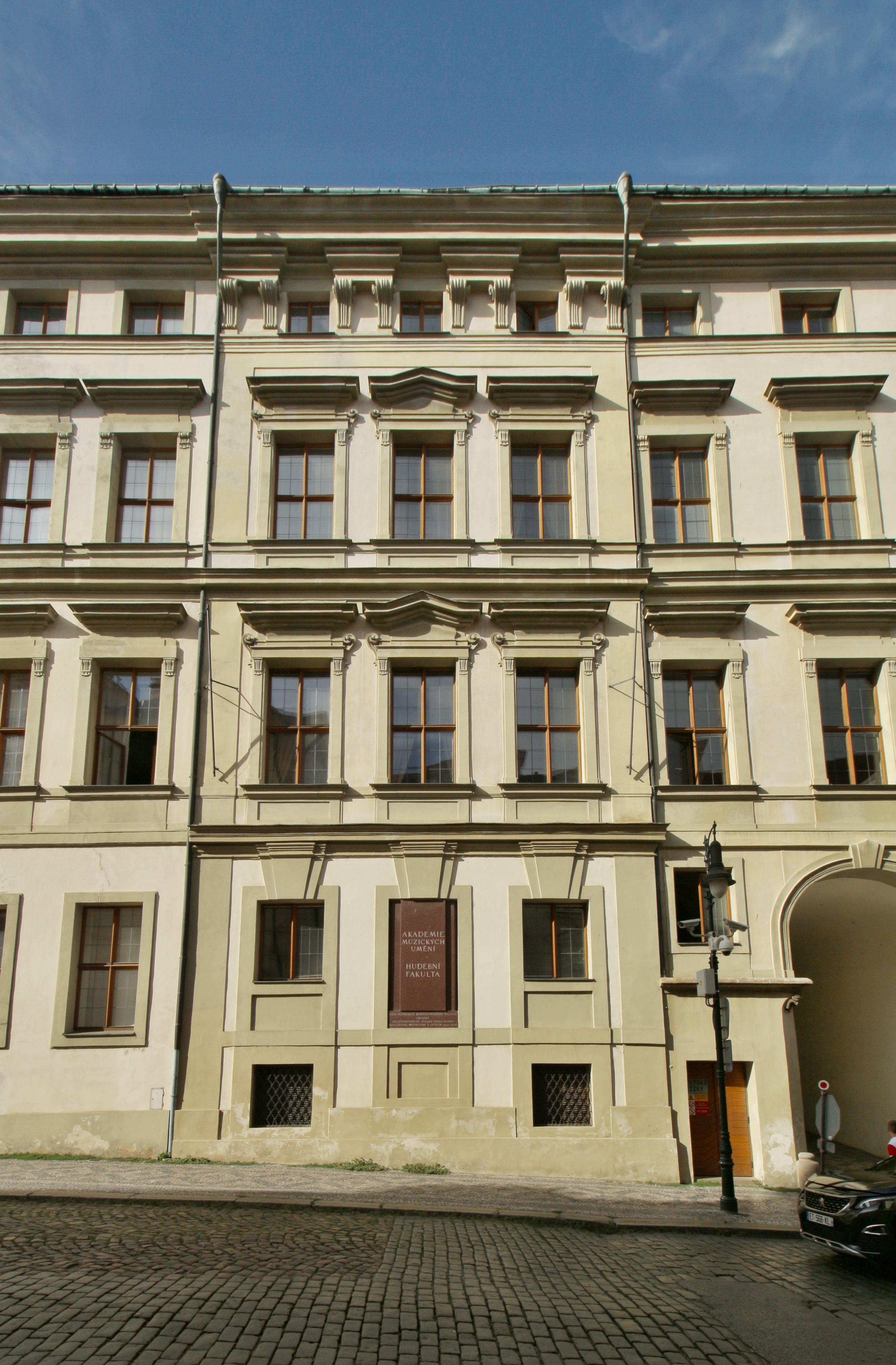
Palais Hartig depuis la rue Tržiště

Sur le site du palais actuel se trouvaient deux maisons gothiques reliées entre elles en 1645. L'allée qui les séparait est aujourd'hui un passage reliant la place de Mala Strana à la rue Tržiště. Le palais a été créé en reconstruisant des maisons plus anciennes après 1701 selon le projet de Giovanni Battista Alliprandi, réalisé par František Maxmilián Kaňka pour Anna Josefa Černínová, qui l'a acheté en 1722. En 1735, le palais fut acquis par Terezie Hartigová, veuve de Ludvík Josef de Hartig, dont la famille conserva le bâtiment jusqu'en 1821. En 1827, le palais fut acheté par John Senftenberg et il fut acheté à ses héritiers en 1873 pour le Fonds foncier du royaume de Bohême. Lors des adaptations ultérieures, un balcon a été aménagé sur la place. D'autres modifications ont eu lieu dans les années 1908-1913, lorsqu'une maison à trois étages a été ajoutée.

## Référence
- (cz) Cet article est partiellement ou en totalité issu de l’article de Wikipédia en tchèque intitulé « Hartigovský palác » (voir la liste des auteurs).

1. ↑  MonumNet, Hartigovský palác, le 27 mars 2012
2. ↑  Emanuel Poche, Pavel Preiss, Palais de Prague, Odéon, Prague, 1978, 399 pages, pages 57-58
3. ↑  František Ruth, Kronika královské Prahy a obcí sousedních. Volume II, Pavel Körber, Prague 1904, pages 700-701